# Mário de Noronha
Mário de Lopez da Vasa César Alves de Noronha (25. januar 1885 i Lissabon – 9. juli 1973 i Lissabon) var en portugisisk fægter som deltog i de olympiske lege 1924 i Paris og 1928 i Amsterdam.
Noronha vandt en bronzemedalje i fægtning under OL-1928 i Amsterdam. Han var med på det portugisiske hold som kom på en tredjeplads i disciplinen kårde bagefter Italien og Frankrig.